# Yubuincariri
Yubuincariri, jedan od ranih bandi šošonsklih Indijanaca koje Swanton klasificira u užu grupu Ute i locira zapadno od Green Rivera u Utahu. Prvi kontakt moguće imaju s članovima ekspedicije Escalante-Donminguez 1776. koji s njima trguju. Drugi autori drže da bi Yubuincariri mogli biti Indijanci Uinkaret Pajuti, pleme iz skupine Južnih ili pravih Pajuta, pustinjkih lovaca i sakupljača (Warner 1995:103). Ovi Uinkareti objasnili su Španjolcima da se bave jedino lovom i sakupljanjem, a jedini uzgajivači kukuruza da su Parussis.
Hodge u svom priručniku o Sjevernoameričkim Indijancima, kaže da ih Domingues i Escalante su jedna od navode kao jednu od poddivizija Cobardes Indijanaca, koji opet čine jednu od pet divizija Juta
Ostali nazivi kod raznih autora: Yubuincarini (Escalante), Jumbuicrariri (Mühlenpfordt), Iumbucabis (Taylor).